# Sillingy
Sillingy és un municipi francès situat al departament de l'Alta Savoia i a la regió d'Alvèrnia-Roine-Alps. L'any 2007 tenia 3.511 habitants.

## Demografia

### Població
El 2007 la població de fet de Sillingy era de 3.511 persones. Hi havia 1.280 famílies de les quals 259 eren unipersonals (153 homes vivint sols i 106 dones vivint soles), 344 parelles sense fills, 591 parelles amb fills i 86 famílies monoparentals amb fills.
La població ha evolucionat segons el següent gràfic:
Habitants censats

### Habitatges
El 2007 hi havia 1.374 habitatges, 1.286 eren l'habitatge principal de la família, 25 eren segones residències i 63 estaven desocupats. 1.069 eren cases i 302 eren apartaments. Dels 1.286 habitatges principals, 1.036 estaven ocupats pels seus propietaris, 216 estaven llogats i ocupats pels llogaters i 34 estaven cedits a títol gratuït; 24 tenien una cambra, 97 en tenien dues, 161 en tenien tres, 337 en tenien quatre i 666 en tenien cinc o més. 1.178 habitatges disposaven pel capbaix d'una plaça de pàrquing. A 457 habitatges hi havia un automòbil i a 782 n'hi havia dos o més.

### Piràmide de població
La piràmide de població per edats i sexe el 2009 era:
| Homes | Edats   | Dones |
| ----- | ------- | ----- |
| 0     | 95 o +  | 0     |
| 0     | 90 a 94 | 0     |
| 0     | 85 a 89 | 8     |
| 12    | 80 a 84 | 16    |
| 28    | 75 a 79 | 20    |
| 32    | 70 a 74 | 36    |
| 48    | 65 a 69 | 48    |
| 68    | 60 a 64 | 44    |
| 68    | 55 a 59 | 76    |
| 120   | 50 a 54 | 72    |
| 76    | 45 a 49 | 112   |
| 176   | 40 a 44 | 140   |
| 144   | 35 a 39 | 136   |
| 96    | 30 a 34 | 112   |
| 92    | 25 a 29 | 72    |
| 124   | 20 a 24 | 52    |
| 136   | 15 a 19 | 104   |
| 132   | 10 a 14 | 108   |
| 108   | 5 a 9   | 96    |
| 96    | 0 a 4   | 92    |

## Economia
El 2007 la població en edat de treballar era de 2.367 persones, 1.887 eren actives i 480 eren inactives. De les 1.887 persones actives 1.801 estaven ocupades (983 homes i 818 dones) i 87 estaven aturades (31 homes i 56 dones). De les 480 persones inactives 172 estaven jubilades, 189 estaven estudiant i 119 estaven classificades com a «altres inactius».

### Ingressos
El 2009 a Sillingy hi havia 1.369 unitats fiscals que integraven 3.822 persones, la mediana anual d'ingressos fiscals per persona era de 22.660 €.

### Activitats econòmiques
Dels 300 establiments que hi havia el 2007, 4 eren d'empreses extractives, 3 d'empreses alimentàries, 14 d'empreses de fabricació d'altres productes industrials, 68 d'empreses de construcció, 78 d'empreses de comerç i reparació d'automòbils, 9 d'empreses de transport, 11 d'empreses d'hostatgeria i restauració, 6 d'empreses d'informació i comunicació, 7 d'empreses financeres, 19 d'empreses immobiliàries, 38 d'empreses de serveis, 29 d'entitats de l'administració pública i 14 d'empreses classificades com a «altres activitats de serveis».
Dels 89 establiments de servei als particulars que hi havia el 2009, 1 era una oficina de correu, 1 una oficina bancària, 1 funerària, 16 tallers de reparació d'automòbils i de material agrícola, 2 tallers d'inspecció tècnica de vehicles, 6 paletes, 10 guixaires pintors, 15 fusteries, 10 lampisteries, 8 electricistes, 2 empreses de construcció, 2 perruqueries, 8 restaurants, 5 agències immobiliàries i 2 salons de bellesa.
Dels 28 establiments comercials que hi havia el 2009, 4 eren grans superfícies de material de bricolatge, 2 botiges de menys de 120 m², 3 fleques, 2 carnisseries, 2 botigues de roba, 2 botigues d'equipament de la llar, 7 botigues de mobles, 4 drogueries, 1 una perfumeria i 1 una joieria.
L'any 2000 a Sillingy hi havia 29 explotacions agrícoles que ocupaven un total de 715 hectàrees.

## Equipaments sanitaris i escolars
L'únic equipament sanitari que hi havia el 2009 era una farmàcia.
El 2009 hi havia 1 escola maternal i 2 escoles elementals. Sillingy disposava d'un col·legi d'educació secundària amb 645 alumnes.

## Poblacions més properes
El següent diagrama mostra les poblacions més properes.